# Phygadeuon rufipes
Phygadeuon rufipes är en stekelart som beskrevs av Heinrich Habermehl 1923. 
Phygadeuon rufipes ingår i släktet Phygadeuon och familjen brokparasitsteklar. Inga underarter finns listade i Catalogue of Life.